# Дёмский железнодорожный мост
Дёмский железнодорожный мост (башк. Дим тимер юл күпере) — первый однопутный железнодорожный мост через реку Белую в городе Уфе, и второй по новой, конца XIX века, конструкции «русский тип опирания», после Александровского (Сызранского) моста через реку Волгу.
Строительство велось в 1886–1888 годах по проекту Николая Аполлоновича Белелюбского. В 1888–1890 годах по аналогичной конструкции возведён Шакшинский железнодорожный мост через реку Уфу. Мосты обеспечили дальнейшее строительство Самаро-Златоустовской железной дороги вначале до Златоуста, а затем и до Челябинска.

## История
20 марта 1881 года Уфимская и Самарская Городские Думы и Губернские земские собрания городов, и также уполномоченные съезда заводовладельцев Южного Урала обратились в Министерство путей сообщения с предложением строительства Самаро-Уфимской железной дороги. Решение о строительстве дороги принято Комитетом Министров в конце 1884 года, и утверждено Императором Александром III 20 января 1885 года.
Мост построен в 1886–1888 годах инженером Владимиром Ильичём Березиным по проекту инженера Николая Аполлоновича Белелюбского, с участием инженера-геодезиста Николая Аристарховича Богуславского, по техническим нормам 1884 года. Длина — 640 м, схема — шесть пролётов по 109,25 м каждый. Конструкция — большепролётные двухраскосные фермы «русского типа опирания», с ездой понизу; запроектированы с криволинейным очертанием верхних поясов, с шарнирным опиранием поперечных балок проезжей части на нижние пояса ферм. В конструкции впервые проведено строгое центрирование элементов решётки и поясов в узлах ферм, выполненных из нового, для конца XIX века, конструкционного материала — стали. Изготовление конструкций проводилось на Воткинском заводе.
В 1888 году, для сооружения участка Дёма — Уфа, и избежания строительства моста через реку Дёму, прорыто её новое русло: устье сместилось и находится на 400 м выше по реке Белой от моста.
8 сентября 1888 года Министр путей сообщения, адмирал Константин Николаевич Посьет, в торжественной обстановке открыл мост. По мосту было также открыто пешеходное движение, для чего были сделаны специальные боковые настилы: впоследствии движение пешеходов запрещено.
В 1910 году фотографом Сергеем Михайловичем Прокудиным-Горским сделаны первые цветные фотографии моста.
9 июня 1919 года, в ходе Уфимской операции в период Гражданской войны, при форсировании реки Белой Чапаевской дивизией, шестой пролёт моста взорван Колчаковцами и обрушен в реку при отступлении. Ныне место переправы дивизии в районе моста является памятником истории.
Восстановление мостового перехода вели в два этапа: вначале установили временные деревянные пролёты, затем провели капитальный ремонт. За восстановление движения по мосту, строители поздравлены Владимиром Ильичём Лениным по телеграмме 10 октября 1919 года в адрес коллектива мостостроителей.
При капитальном ремонте установлен новый пролёт по проекту профессора Лавра Дмитриевича Проскурякова по нормам 1907 года. Тщательно составленный проект предусматривал минимальный перерыв в движении поездов: за 7 часов лебёдками сдвинули временные пролёты на свои подмости, а затем, за 3 часа 45 минут, также лебёдками надвинули на опоры новый пролёт.
В 1937–1939 годах пролёты моста усилены, с устранением негабаритности и добавлением металла усиления до 4 % веса пролётов. В 1949–1954 годах Мостопоездом № 417 мост реконструирован по проекту «Проектстальконструкции» 1943 года под нагрузку Н7, с частичной разборкой существующих опор и возведением на ледорезной части опор, с чётной стороны, пилонов и монтажом на них пролётов под второй путь.
В 1991–2001 годах все старые пролёты заменены ОАО «Трансмостстрой» на современные под нагрузку С-14. Схема моста — шесть пролетов по 106,5 м каждый.

## Галерея

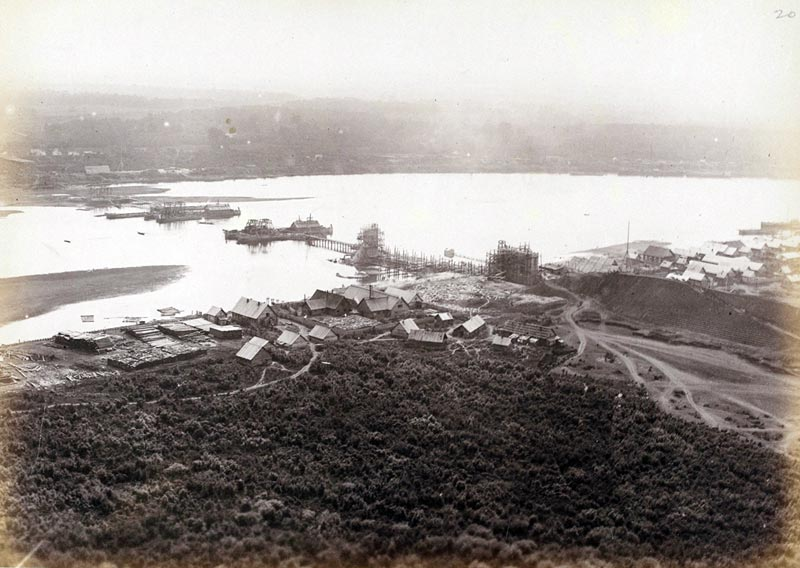
Строительство моста. 1886 год
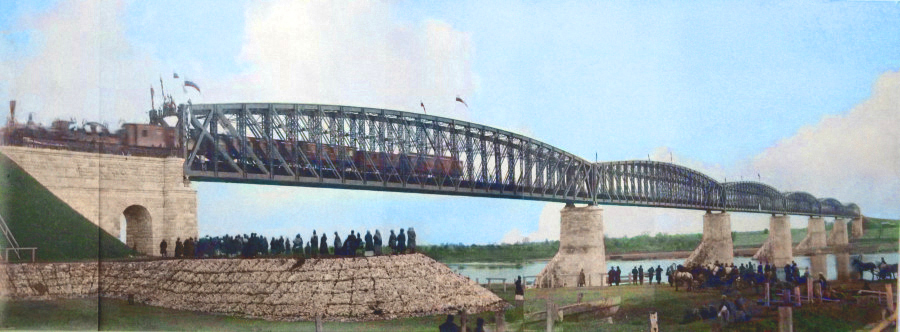
Открытие моста. 8 сентября 1888 года
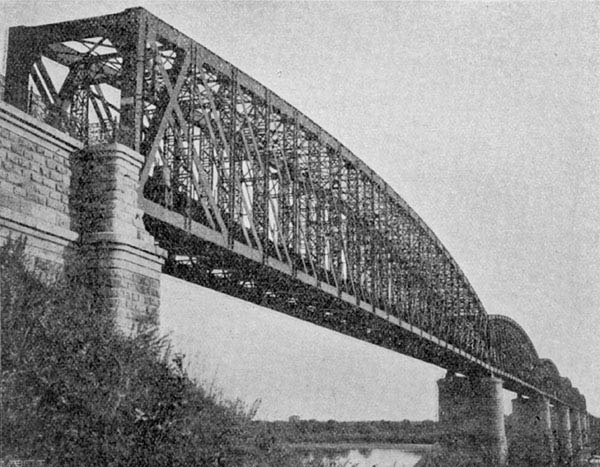
Вид западной части моста
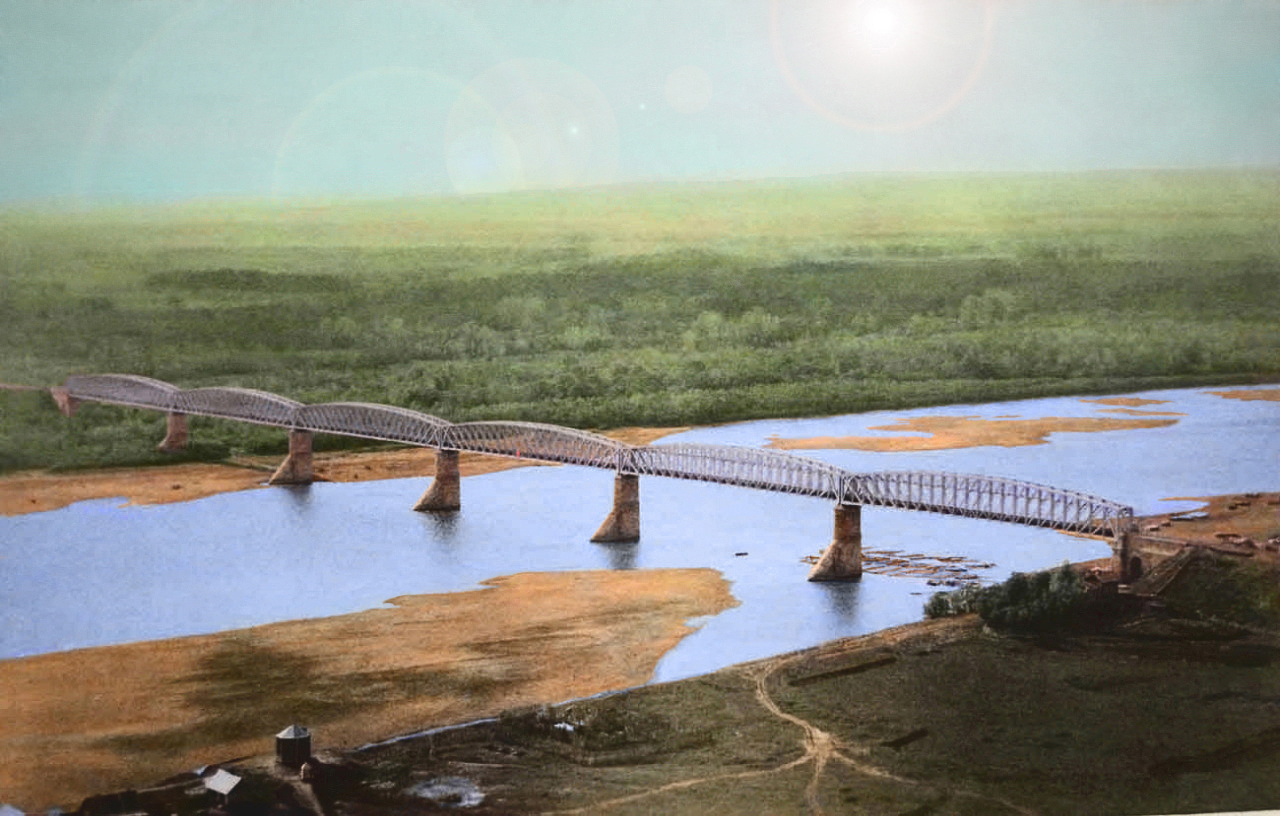
Вид на мост с Водонапорной башни. 1915 год
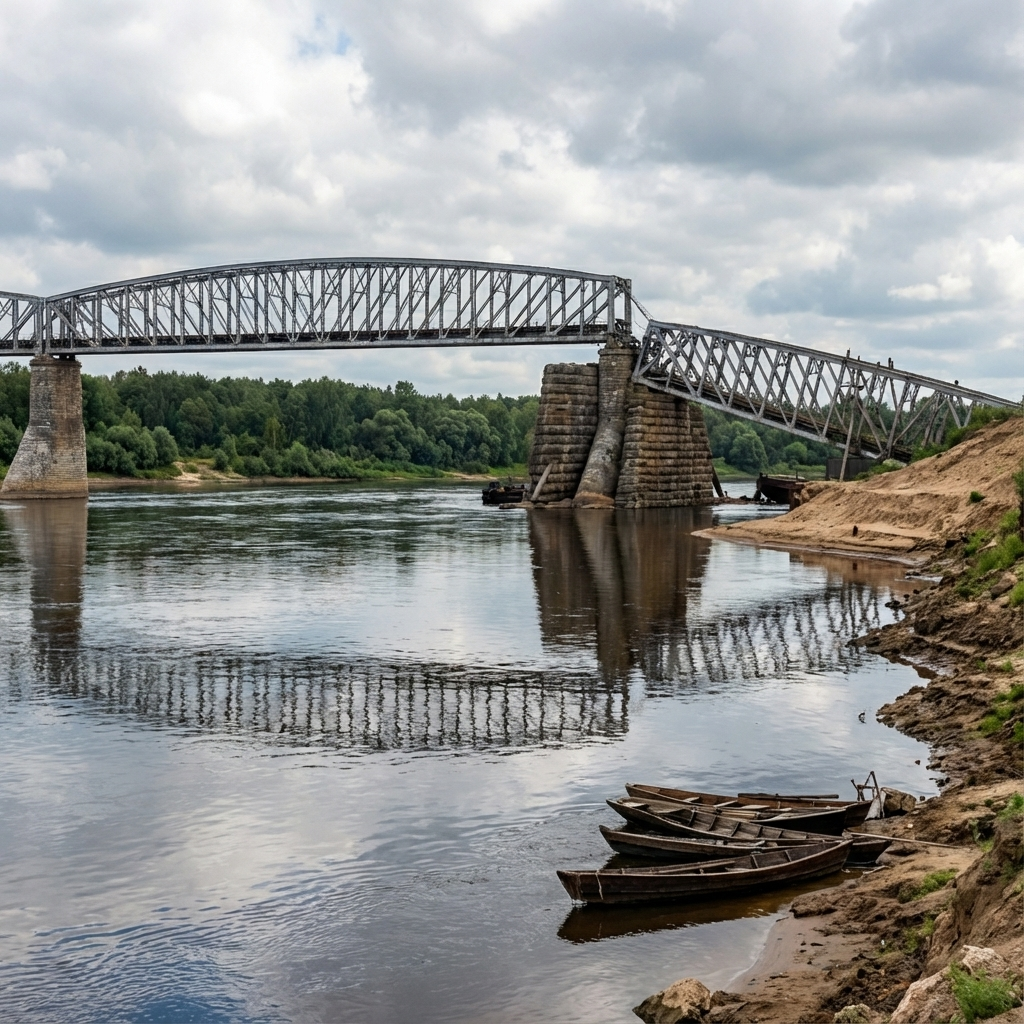
Взорванный и обрушенный шестой пролёт моста. Июнь 1919 года
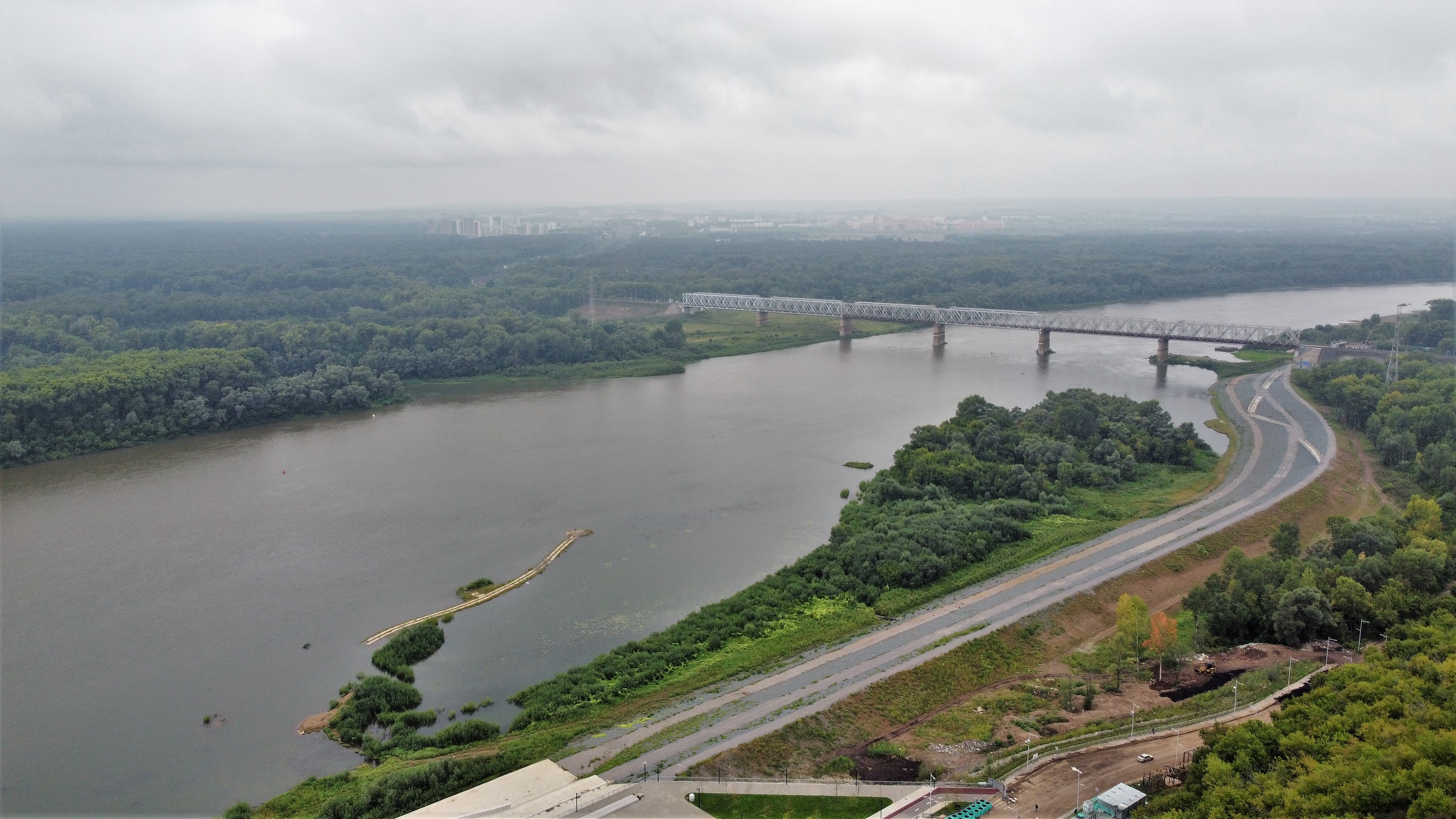
Вид на реку Белую, Набережную улицу и мост
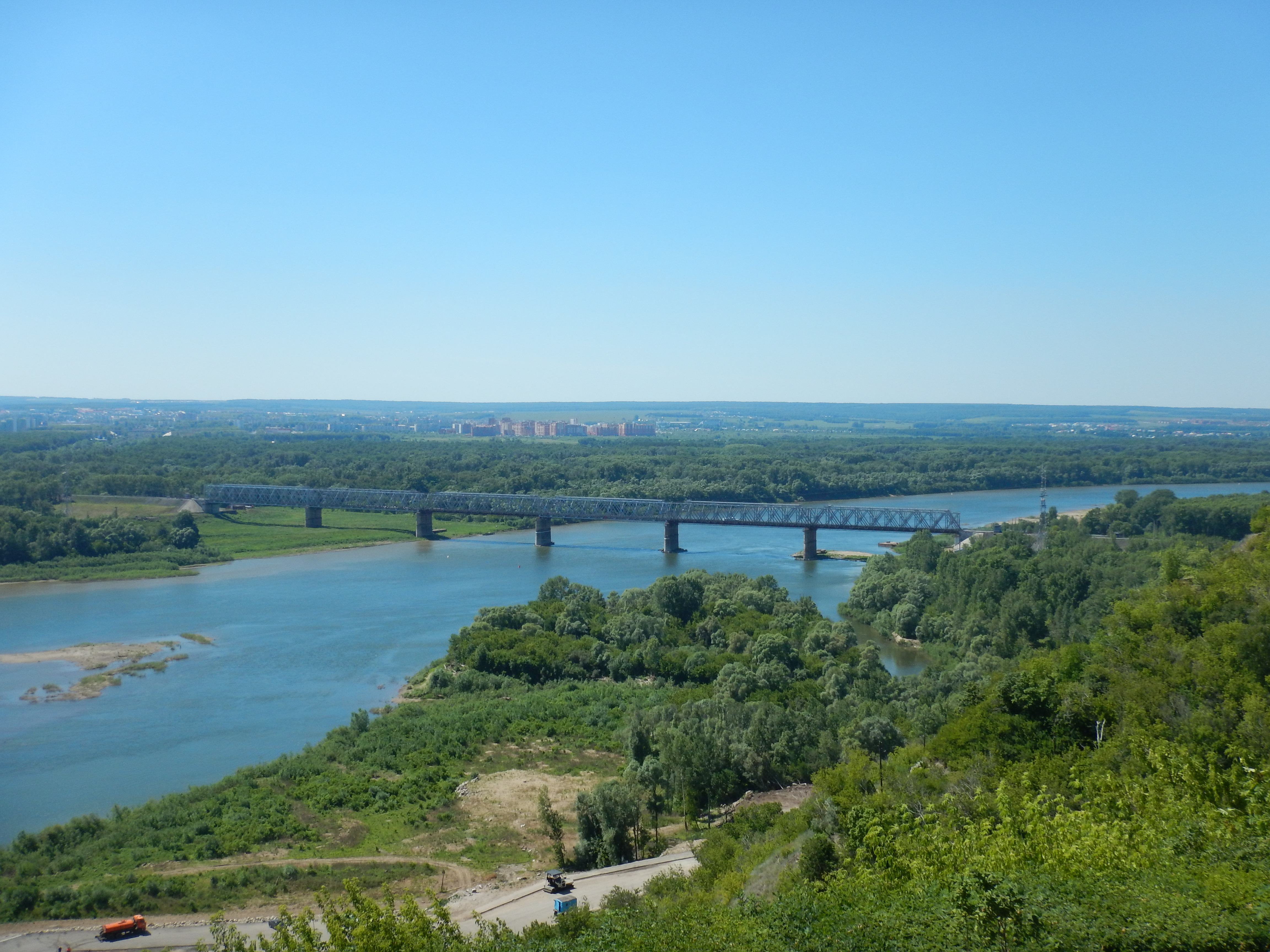
Вид на реку Белую, полуостров Дёмский и мост со смотровой площадки памятника Салавату Юлаеву
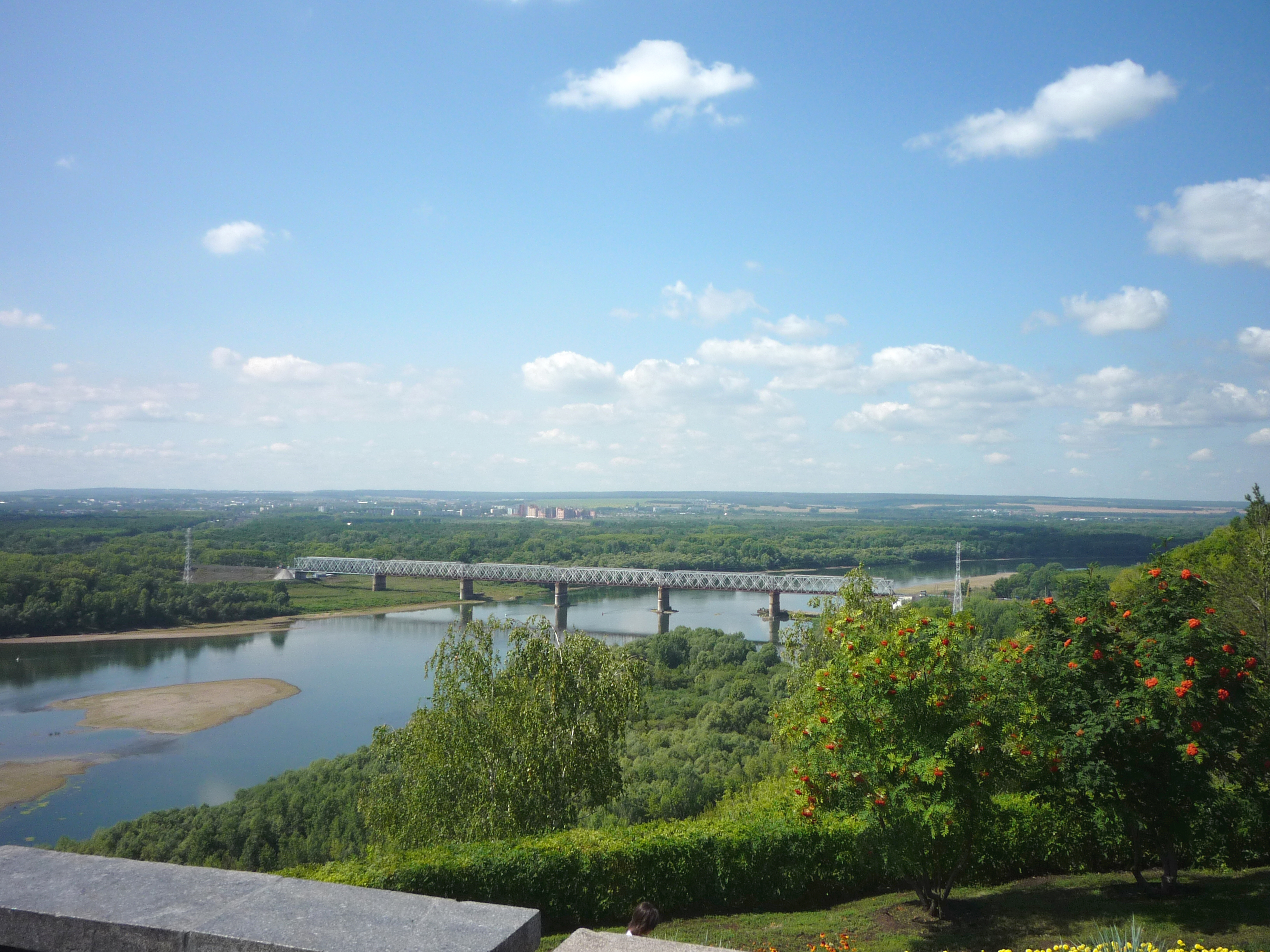
Вид на реку Белую, полуостров Дёмский и мост со смотровой площадки памятника Салавату Юлаеву
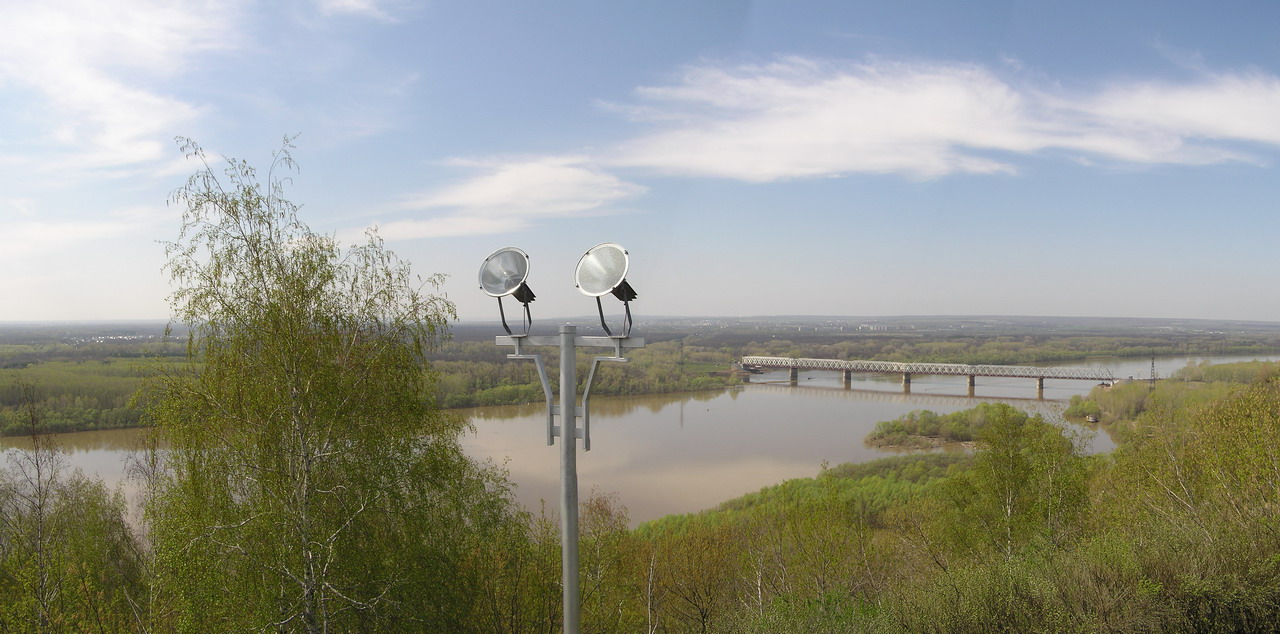
Вид на реку Белую, полуостров Дёмский и мост со смотровой площадки памятника Салавату Юлаеву
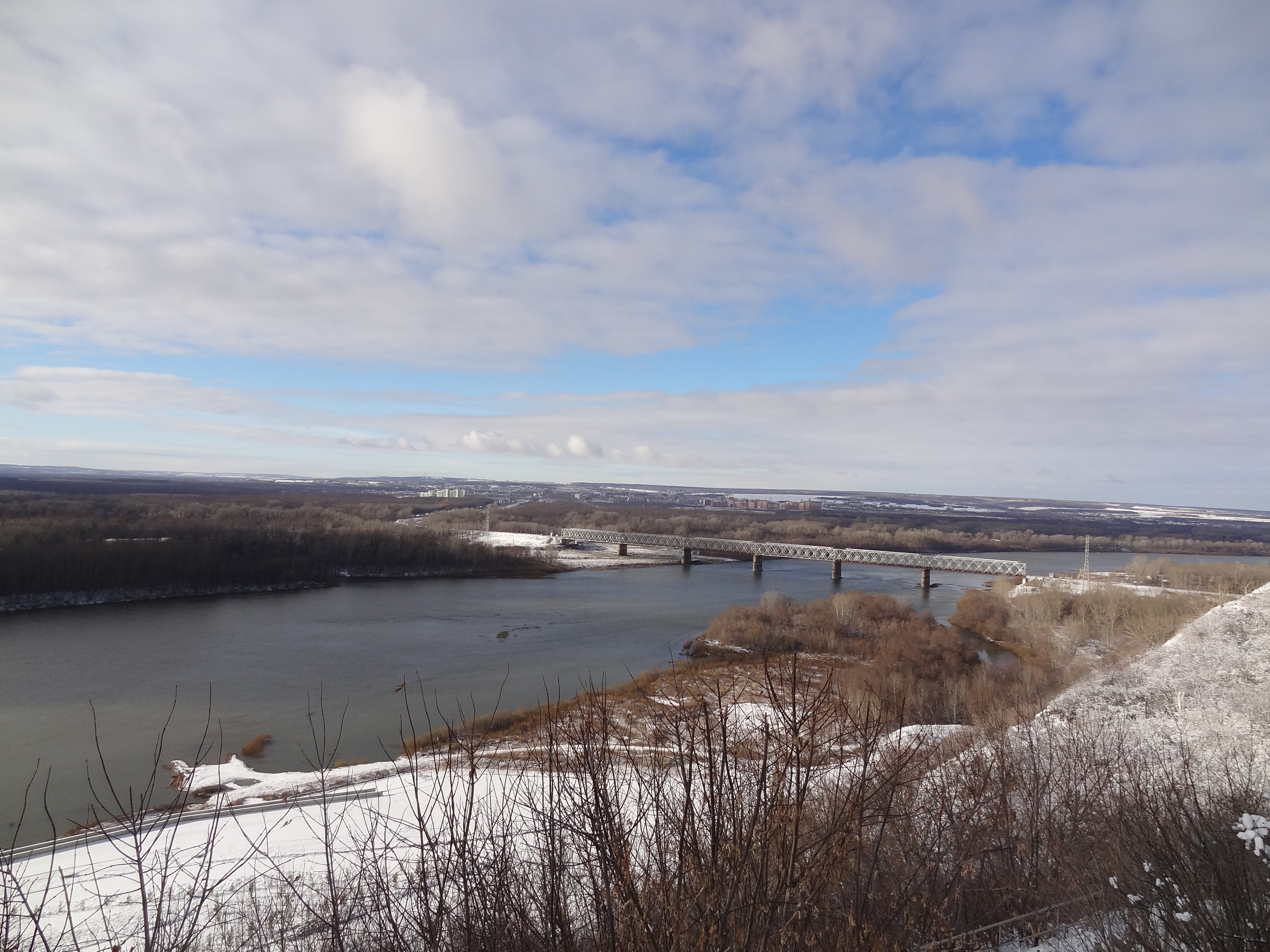
Вид на реку Белую, полуостров Дёмский и мост со смотровой площадки памятника Салавату Юлаеву
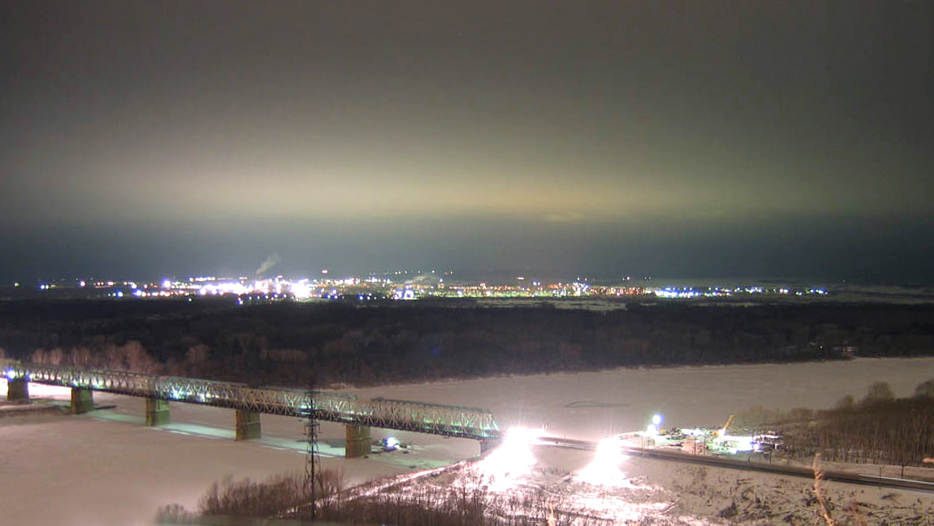
Вид на Дёму и мост со смотровой площадки Водонапорной башни
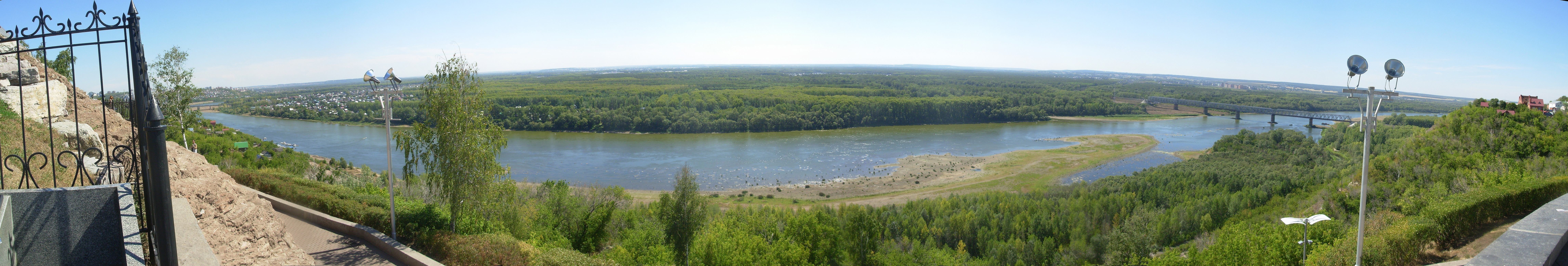
Панорамный вид на реку Белую, полуостров Дёмский и мост со смотровой площадки памятника Салавату Юлаеву